# Synagoga w Wińsku
Synagoga w Wińsku – zburzona po 1945 roku synagoga, która znajdowała się w Wińsku przy Junkerstrasse 51 (dzisiejszej ulicy Ogrodowej). Zdjęcie synagogi jest często błędnie wykorzystywane w publikacjach dotyczących synagogi w oddalonej o 16 km Ścinawie.
Synagoga została wybudowana w 1862 roku według projektu architekta Karla Lüdecke. Poświęcili ją 18 września tego samego roku rabin legnicki Landberg i kantor Schisser. 
Podczas nocy kryształowej z 9 na 10 listopada 1938 synagoga została zdemolowana. Spalono modlitewniki i powybijano okna. Zniszczony budynek synagogi został zburzony po 1945 roku.
Synagoga była obiektem murowanym, wkomponowanym w zabudowę pierzei, zbudowanym na planie prostokąta i pokrytym dwupołaciowym dachem. Od domów mieszkalnych odróżniała się wieżyczką, zakończoną sygnaturką z pozłacaną Gwiazdą Dawida.